# Pak Hon-yong
Pak Hon-yong (Hangul: 박헌영, Hanja: 朴憲永, 28 tháng 5 năm 1900 – 18 tháng 12 năm 1955) là một trong những nhà lãnh đạo chính của phong trào cộng sản Triều Tiên trong thời kỳ Nhật chiếm đóng Triều Tiên (1910–1945).
Ông sinh ra trong một gia đình yangban thuộc Yeonghae Park trong Sinyang-myeon, huyện Yesan, Chungcheongnam-do.

## Cuộc sống
Năm 1921, ông đã gia nhập nhánh Thượng Hải của Đảng Cộng sản Triều Tiên, phái Irkutsk. Ông đã là bí thư của Đoàn Thanh niên Cộng sản Triều Tiên. Tháng 1 năm 1922, ông gia nhập Hội dồng đại diện Viễn Đông Comintern ở Moskva.
Tháng 4 năm 1922, Pak Hon-yong đã bị bắt ở Triều Tiên. Ông bị xử tội là người tổ chức đảng cộng sản. Ông được thả năm 1924 và đã trở thành một phóng viên tích cực của các báo Dong-a Ilbo và Chosun Ilbo.
Ngày 18 tháng 4 năm 1925, Pak Hon-yong đã cùng sáng lập Đảng cộng sản Triều Tiên. Từ lúc này đến cuối Thế chiến thứ hai, ông hoạt động bí mật.
Cuối tháng 8 năm 1945, Đảng Cộng sản Triều Tiên được tái thành lập. Đảng này đã bị chính thức cấm năm 1928. Ông đã trở thành bí thư. Ngày 5 tháng 1 năm 1946, là một đại diện của Đảng Cộng sản Triều Tiên, ông đã thông báo ở một cuộc họp báo trong nước và quốc tế rằng ông ủng hộ quyết định của hội nghị Moskva của các đại cường quốc (Mỹ, Anh, Liên Xô).